# Ахалсопели (Тианетский муниципалитет)
Ахалсопели (груз. ახალსოფელი) — село в Грузии, на территории Тианетского муниципалитета края (мхаре) Мцхета-Мтианети.

## География
Село находится в северо-восточной части Грузии, на берегах реки Сагами (левый приток реки Иори), на расстоянии приблизительно 2 километров (по прямой) к северо-востоку от посёлка городского типа Тианети, административного центра муниципалитета. Абсолютная высота — 1132 метра над уровнем моря.

## Население
По результатам официальной переписи населения 2014 года в Ахалсопели проживало 226 человек (118 мужчин и 108 женщин). В национальной структуре населения грузины составляли 100 %.
| Год  | Население, человек |
| ---- | ------------------ |
| 2002 | 312                |
| 2014 | ↘ 226              |